# Museu Nacional de Somàlia
El Museu Nacional de Somàlia és un museu nacional de Mogadiscio, la capital de Somàlia. El museu ha tingut diverses etapes, el primer edifici és de 1872, les autoritats colonials el van reobrir el 1933, la guerra va obligar a tancar-lo el 1991 i va reobrir el 2014 amb objectes de gran valor històric.

## Història

### 1872
El Museu Nacional de Somàlia està situat en un edifici que data del 1872. Va ser construït a petició del soldà de Zanzíbar Barghash bin Said, anomenat Garesa pel llavors Governador de Mogadiscio, Suleiman galleda Hamed, després de rebre permís del soldà somalí Ahmed Yusuf del Sultanat de Geledi.

### 1933
L'edifici es va reconstruir totalment el 1933 i es va adaptar per ser el Museu Nacional de Somàlia, ja que era l'edifici culturalment més destacat de Mogadiscio. El "Museo della Garesa" (així l'anomenaven els colonitzadors italians) s'obrí al públic l'any següent pel Governador Maurizio Rava. El museu va patir molts danys durant Segona Guerra Mundial. Després de la independència de Somàlia el 1960 es va convertir en Museu Nacional, rebatejant l'antic Museo della Garesa.

### 1985
El museu va obrir el 1985 consistent en un conjunt format pel Teatre Nacional, la Biblioteca Nacional i el Museu Nacional. L'arquitectura del museu mostra influències islàmiques i consisteix en un edifici principal amb quatre pisos d'exposició. Quan el museu s'obrí el director era Ahmed Farah Warsame.
El maig de 1987 es van obrir les diverses exposicions. A la planta baixa hi havia mostres arqueològiques i etnogràfiques, al primer pis un recorregut per la història, al segon pis hi havia elements dels exèrcits però també un repàs per mostres culturals de la llengua i la literatura pròpies del país, i finalment al tercer pis s'hi feien exposicions provisionals. Amb l'inici de la guerra civil el 1991, el museu va tancar i va patir danys significatius.

### 2014
El gener de 2014 el museu va reobrir amb molts dels objectes que tenia anteriorment, entre els quals destaquen les monedes velles, eines, pintures i artefactes diversos.